# Чемпионат России по русским шашкам среди мужчин 2005 (быстрая программа)
Чемпионат России по русским шашкам среди мужчин 2005 года в быстрой программе проводился в Адлере 29 сентября. Главный судья: международный арбитр Н. Ермалёнок. Главный секретарь: судья I категории Д. Посадский. Участники играли друг с другом по одной партии со свободным выбором дебюта. 11 туров. Контроль времени: 10 минут до конца партии.

## Итоговая таблица
| место | ФИО                               | Звание | Рейтинг | регион                      | Очки |
| ----- | --------------------------------- | ------ | ------- | --------------------------- | ---- |
| 1     | Дашков Олег Николаевич            | мгр    | 2720    | Самара                      | 8½   |
| 2     | Абациев Николай Васильевич        | мгр    | 2695    | Москва                      | 7½   |
| 3     | Цинман Дмитрий Львович            | гр     | 2671    | Казань                      | 7½   |
| 4     | Калачников Андрей Александрович   | гр     | 2673    | Москва                      | 7½   |
| 5     | Савенок Александр Борисович       | мс     | 2606    | Санкт-Петербург             | 7½   |
| 6     | Горюнов Михаил Юрьевич            | мгр    | 2705    | Сургут                      | 7    |
| 7     | Пойлов Сергей Константинович      | мс     | 2522    | Киров                       | 7    |
| 8     | Саршаев Мажит Сабитович           | кмс    | 2379    | с. Новинка                  | 7    |
| 9     | Беликов Аркадий Геннадьевич       | мс     | 2589    | Орск                        | 7    |
| 10    | Скрабов Владимир Васильевич       | мгр    | 2719    | Ярославль                   | 7    |
| 11    | Ангряев Убуша Борисович           | мс     | 2483    | Астрахань                   | 6½   |
| 12    | Драгунов Алексей Викторович       | мгр    | 2488    | Калуга                      | 6½   |
| 13    | Быков Сергей Михайлович           | кмс    | 2477    | Тула                        | 6½   |
| 14    | Павлов Игорь Анатольевич          | мс     | 2558    | Канск                       | 6½   |
| 15    | Рабинович Айзик Яковлевич         | мс     | 2435    | Самара                      | 6½   |
| 16    | Макаров Николай Викторович        | гр     | 2655    | Ступино                     | 6½   |
| 17    | Беликов Антон Аркадьевич          | гр     | 2644    | Орск                        | 6½   |
| 18    | Меркин Владимир Яковлевич         | мс     | 2616    | Санкт-Петербург             | 6½   |
| 19    | Поликарпов Олег Юрьевич           | мс     | 2604    | Ярославль                   | 6½   |
| 20    | Никифоров Дмитрий Константинович  | мс     | 2444    | Иркутск                     | 6½   |
| 21    | Шонин Алексей Сергеевич           | мс     | 2484    | Челябинск                   | 6½   |
| 22    | Гетманский Григорий Эдуардович    | мс     | 2515    | Тула                        | 6    |
| 23    | Саядян Левон Акопович             | гр     | 2587    | Пятигорск                   | 6    |
| 24    | Алдушин Вячеслав Юрьевич          | кмс    | 2360    | Новотроицк                  | 6    |
| 25    | Кириллов Юрий Викторович          | гр     | 2656    | Нижний Тагил                | 6    |
| 26    | Сидоров Лев Николаевич            | кмс    | 2386    | Саров                       | 6    |
| 27    | Цыганов Александр Евгеньевич      | кмс    | 2475    | Красноярск                  | 6    |
| 28    | Сусидко Сергей Александрович      | кмс    | 2451    | Сургут                      | 6    |
| 29    | Малинин Михаил Владимирович       | мс     | 2447    | Ярославль                   | 6    |
| 30    | Стручков Николай Константинович   | мс     | 2611    | Москва                      | 6    |
| 31    | Холин Олег Евгеньевич             | мс     | 2532    | Жуковка                     | 6    |
| 32    | Гайдуков Андрей Николаевич        | мс     | 2499    | Тихвин                      | 6    |
| 33    | Шогин Денис Германович            | мс     | 2527    | Казань                      | 6    |
| 34    | Захаров Алексей Игоревич          | кмс    | 2364    | Тольятти                    | 6    |
| 35    | Костарев Иван Борисович           | кмс    | 2350    | Лысьва                      | 6    |
| 36    | Халтагаров Александр Викторович   | кмс    | 2361    | Улан-Удэ                    | 6    |
| 37    | Патрушев Андрей Леонидович        | мс     | 2456    | Пермь                       | 6    |
| 38    | Еськов Евгений Сергеевич          | кмс    | 2324    | Новотроицк                  | 5½   |
| 39    | Брюховецкий Евгений Алексеевич    | кмс    | 2411    | Новочеркасск                | 5½   |
| 40    | Мартынов Александр Вениаминович   | мс     | 2614    | Цимлянск                    | 5½   |
| 41    | Маркин Василий Николаевич         | кмс    | 2351    | Брянская область            | 5½   |
| 42    | Дукаев Эдгар Джемалович           | кмс    | 2456    | Миллерово                   | 5½   |
| 43    | Крикунов Алексей Андреевич        | кмс    | 2375    | Саратов                     | 5½   |
| 44    | Чекеев Александр Алексеевич       | мс     | 2428    | Чита                        | 5½   |
| 45    | Апатенко Эдуард Николаевич        | мс     | 2475    | Шахты                       | 5½   |
| 46    | Кратнов Александр Сергеевич       | мс     | 2561    | Рыбинск                     | 5    |
| 47    | Николаев Александр Иванович       | мс     | 2399    | Пермь                       | 5    |
| 48    | Толдин Максим Валерьевич          | кмс    | 2425    | Новочеркасск                | 5    |
| 49    | Кадыров Азамат Равильевич         | мс     | 2449    | Астрахань                   | 5    |
| 50    | Поминчук Иван Андреевич           | кмс    | 2373    | Волжский                    | 5    |
| 51    | Румянцев Александр Дмитриевич     | кмс    | 2392    | Калуга                      | 5    |
| 52    | Байрамуков Умар Юсуфович          | кмс    | 2385    | Кисловодск                  | 5    |
| 53    | Голоян Александр Арамаисович      | мс     | 2452    | Брянск                      | 5    |
| 54    | Мельничук Павел Николаевич        | кмс    | 2387    | Челябинск                   | 5    |
| 55    | Букреев Александр Викторович      | кмс    | 2316    | Кормиловка                  | 5    |
| 56    | Карпов Виктор Михайлович          | кмс    | 2358    | Челябинск                   | 5    |
| 57    | Ягодин Антон Иванович             | кмс    | 2350    | Красноярск                  | 4½   |
| 58    | Коломейцев Анатолий Иванович      | мс     | 2412    | Сызрань                     | 4½   |
| 59    | Саввин Валерий Петрович           | кмс    | 2350    | Талнах                      | 4½   |
| 60    | Афанасьев Валерий Васильевич      | кмс    | 2350    | Саратов                     | 4½   |
| 61    | Овсянников Максим Анатольевич     | кмс    | 2349    | Иркутск                     | 4½   |
| 62    | Иноземцев Евгений Михайлович      | кмс    | 2350    | Тольятти                    | 4½   |
| 63    | Ахсянов Руслан Кашилович          | кмс    | 2306    | Самара                      | 4½   |
| 64    | Постников Вячеслав Юрьевич        | кмс    | 2298    | Свердловская область, Серов | 4½   |
| 65    | Драгунов Виктор Павлович          | кмс    | 2316    | Самара                      | 4½   |
| 66    | Кочубей Сергеевич Иванович        | кмс    | 2294    | Сургут                      | 4    |
| 67    | Курзенков Николай Егорович        | кмс    | 2341    | Брянская область            | 4    |
| 68    | Кормилицын Антон Викторович       | кмс    | 2327    | Москва                      | 4    |
| 69    | Дёмин Владимир Иванович           | кмс    | 2350    | Кормиловка                  | 4    |
| 70    | Елисеев Александр Васильевич      | кмс    | 2300    | Краснокаменск               | 3½   |
| 71    | Культурмиди Константин Георгиевич | кмс    | 2310    | Кисловодск                  | 3½   |
| 72    | Сумлинский Владимир Яковлевич     | кмс    | 2289    | Кисловодск                  | 2    |
| 73    | Козельский Валентин Борисович     | кмс    | 2290    | Кисловодск                  | 1½   |